# Sugawara構造
菅原構造（英語：Sugawara construction）是共形場論中的一个構造，用流來表示出應力-能量張量：
{\displaystyle T_{zz}(z)\sim \sum _{a}j_{z}^{a}(z)j_{z}^{a}(z)}
菅原構造是Wess-Zumino-Witten理論的基本。
用表示論的说法，若被仿射李代數{\displaystyle {\hat {\mathfrak {g}}}}、一般（即是非critical level）的最高權(highest weight )表示 V ，这样菅原構造構造會在 V 这里定義出維拉宿代數的表示結構。